# Johannes Fröbus
Johannes „Hansi“ Fröbus (* 21. Dezember 1941; † 24. August 2018 in Duisburg-Walsum) war ein deutscher Fußballtorwart.

## Karriere
In den 1960er Jahren spielte Fröbus für den 1. FC Bocholt in der Landesliga Niederrhein, mit dem er 1970 in einem Entscheidungsspiel den Aufstieg in die Verbandsliga verpasste. Daraufhin folgte er seinem Trainer Friedel Elting zum STV Horst-Emscher, später SG Eintracht Gelsenkirchen, der in der zu jener Zeit zweitklassigen Regionalliga West spielte. Zur Saison 1975/76 wechselte Hansi Fröbus zum 1. FC Mülheim in die 2. Bundesliga Nord, wo er in einer Mannschaft mit Norbert Eilenfeldt, Klaus-Dieter Bone und Alfons Sikora spielte. Für die Styrumer Löwen absolvierte er zwölf Spiele in der zweiten Bundesliga, am Ende der Hinrunde verlor er jedoch seinen Stammplatz im Tor an Friedel Schüller. Nach dem Abstieg aus der 2. Liga 1976 blieb Fröbus dem Verein treu, doch bereits 1977 stieg der 1. FC Mülheim auch abgeschlagen aus der Verbandsliga Niederrhein ab. 1978 gab der  36-Jährige für den 1. FC Bocholt ein kurzes Comeback in der Aufstiegsrunde zur 2. Bundesliga.